# Carduus lobulatus
Carduus lobulatus — вид квіткових рослин з родини айстрових (Asteraceae). Ареал: Польща, Словаччина.

## Середовище
Дворічна або трирічна рослина, напівкриптофіт. Зростає на закріплених вапнякових осипах.

## Біоморфологічна характеристика
Стебло до 90 см, гіллясте, крилате, лише під кошиками без крил. Листки жорсткі, плоскі, перисто-лопатеві. Нижня сторона листя блідо-зелена з ледь помітними жилками. Квітки зібрані в кошики. Цвіте з червня по жовтень. Плід — гладка сім'янка завдовжки близько 4 мм з чашечкою 12–15 мм.